# The Tide Is Turning (After Live Aid)
„The Tide Is Turning (After Live Aid)“ je šestý singl britského baskytaristy a zpěváka Rogera Waterse, spoluzakladatele skupiny Pink Floyd. Singl vyšel na podzim 1987 (viz 1987 v hudbě).
Singl byl vydán ve dvou verzích. Standardní sedmipalcová SP deska obsahuje kromě písně „The Tide Is Turning (After Live Aid)“ z alba Radio K.A.O.S. také skladbu „Money (Live)“ (zpěv Paul Carrack), což je nově nahraná verze písně „Money“ z alba Pink Floyd The Dark Side of the Moon. Ačkoliv slovo „live“ v jejím názvu odkazuje na koncertní nahrávku, ve skutečnosti byla tato píseň nahrána ve studiu a poté byl do ní přimíchán potlesk publika.
Rozšířená verze na dvanáctipalcovém EP obsahuje kromě dvou výše zmíněných skladeb ještě píseň „Get Back to Radio“. Ta pochází z tvorby alba Radio K.A.O.S. ale, stejně jako několik dalších písní, nebyla na něj zahrnuta. Tyto skladby, které podrobněji popisují a rozšiřují příběh z Radio K.A.O.S., byly vydány jako B strany singlů k tomuto albu.

## Seznam skladeb

### 7" verze
1. „The Tide Is Turning (After Live Aid)“ (Waters) – 5:43
2. „Money (Live)“ (Waters) – 6:12

### 12" a CD verze
1. „The Tide Is Turning (After Live Aid)“ (Waters) – 5:43
2. „Money (Live)“ (Waters) – 6:12
3. „Get Back to Radio“ (Waters) – 4:42